# Eupithecia rufipalpata
Eupithecia rufipalpata là một loài bướm đêm trong họ Geometridae.